# جیم بیونینگ
جیم بیونینگ (انگلیسی: Jim Bunning; ۲۳ اکتبر ۱۹۳۱ – ۲۶ مهٔ ۲۰۱۷) بازیکن بیس‌بال و سیاستمدار آمریکایی بود که کنتاکی را در هر دو مجلس کنگره ایالات متحده نمایندگی کرد. او تنها بازیکن لیگ برتر بیسبال آمریکا است که به هر دوی این مجالس برگزیده شده و در تالار افتخار ملی بیسبال حضور دارد.
از باشگاه‌هایی که در آن بازی کرده‌است می‌توان به لس‌آنجلس داجرز اشاره کرد.